# Maison Autrique
La maison Autrique à Bruxelles a été conçue par Victor Horta en 1893 dans le style art nouveau. Elle est située au 266 de la chaussée de Haecht à Schaerbeek.
Cet édifice, qui représente une étape essentielle dans l’évolution de cet architecte belge, a fait l’objet d’une restauration par l'architecte Francis Metzger à bien des égards exemplaire, aidant à mieux comprendre la naissance de l’Art Nouveau.
Dans ses Mémoires, Horta évoque la joie qu’il ressentit lorsque Eugène Autrique lui confia la construction de sa maison. Les deux hommes se connaissaient en raison de leur appartenance à la loge maçonnique des Amis Philanthropes. Le programme fixé par Autrique était simple : « aucun luxe, aucune extravagance : souterrain habitable, vestibule et escalier honorables, salon et salle à manger agréablement unis, premier étage avec bain et toilette et deuxième étage mansardé pour enfants et personnel ».
Ouverte au public‚ la Maison Autrique a fait l’objet d’un aménagement scénographique original conçu par François Schuiten et Benoît Peeters‚ les auteurs de la série de bandes dessinées « les Cités obscures » et d'une musique originale du compositeur Bruno Letort . Bien plus que comme une visite de musée, la découverte de la Maison Autrique est conçue comme un véritable récit, un parcours quasi initiatique, permettant de traverser plusieurs couches d’espace et de temps.
La maison est classée depuis le 30 mars 1976.

## Galerie

Intérieur de la maison Autrique
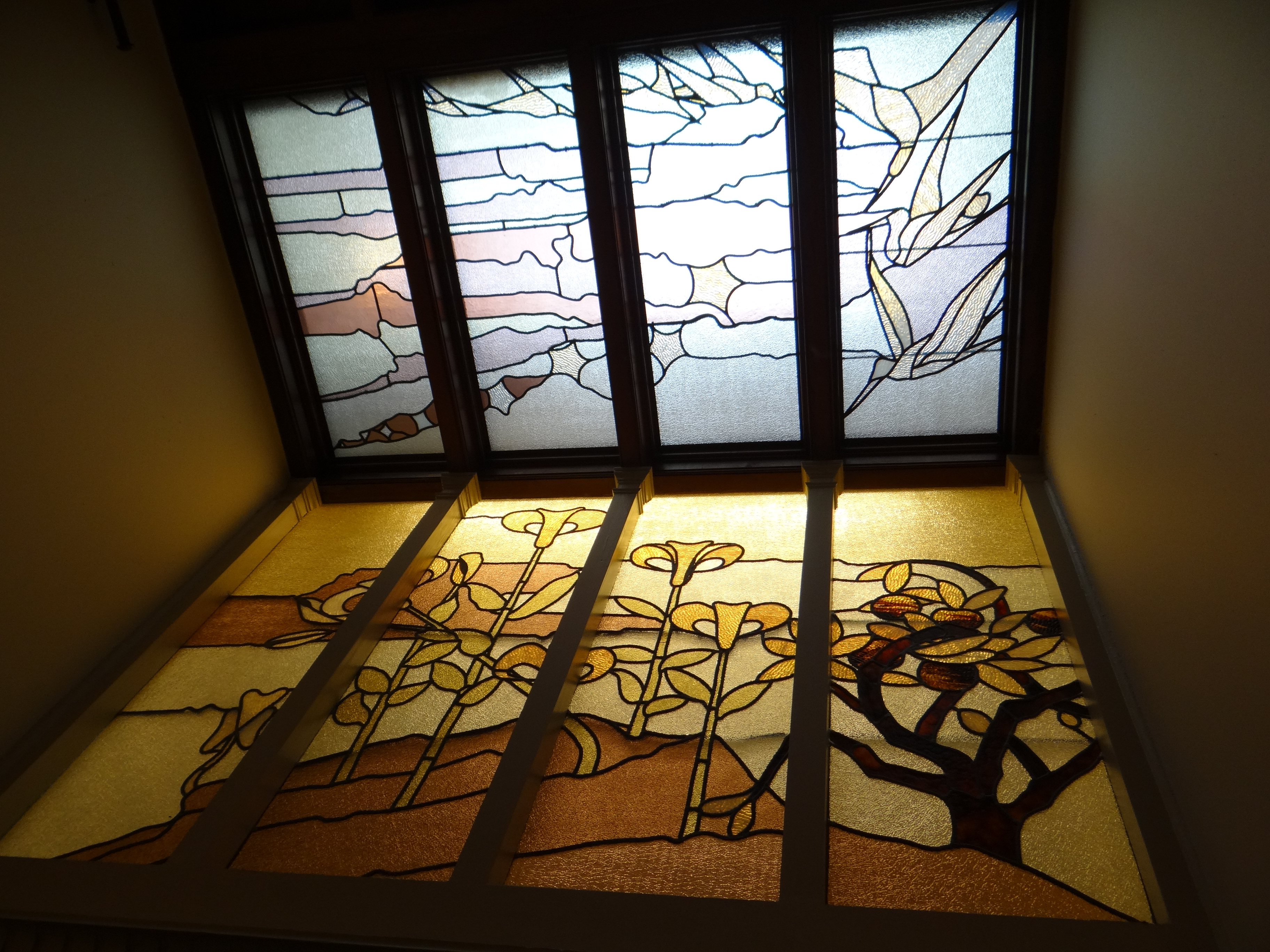
Verrière éclairant les escaliers entre le rez-de-chaussée et le premier étage.
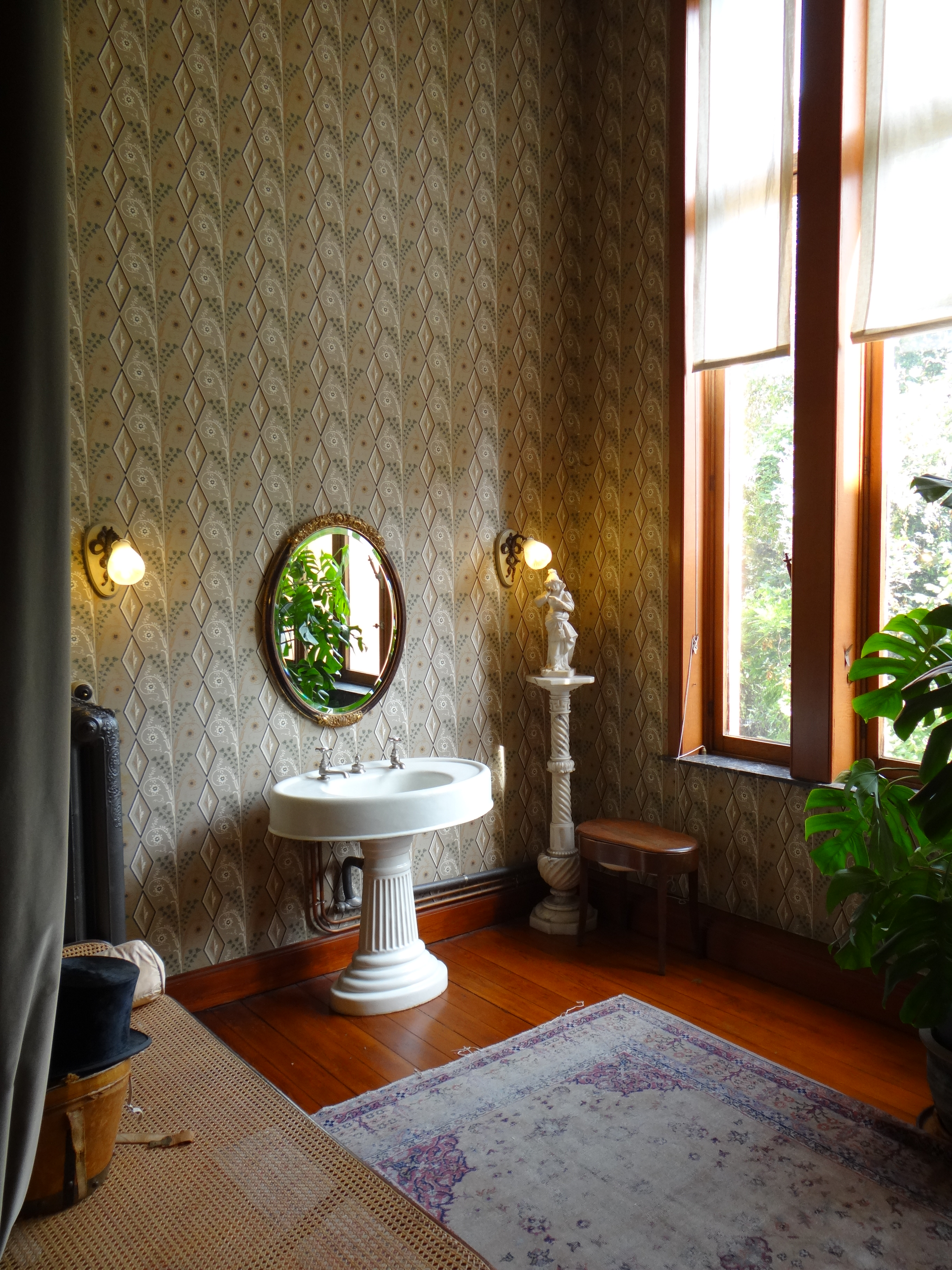
Cabinet de toilette situé dans le prolongement de la chambre du premier étage.
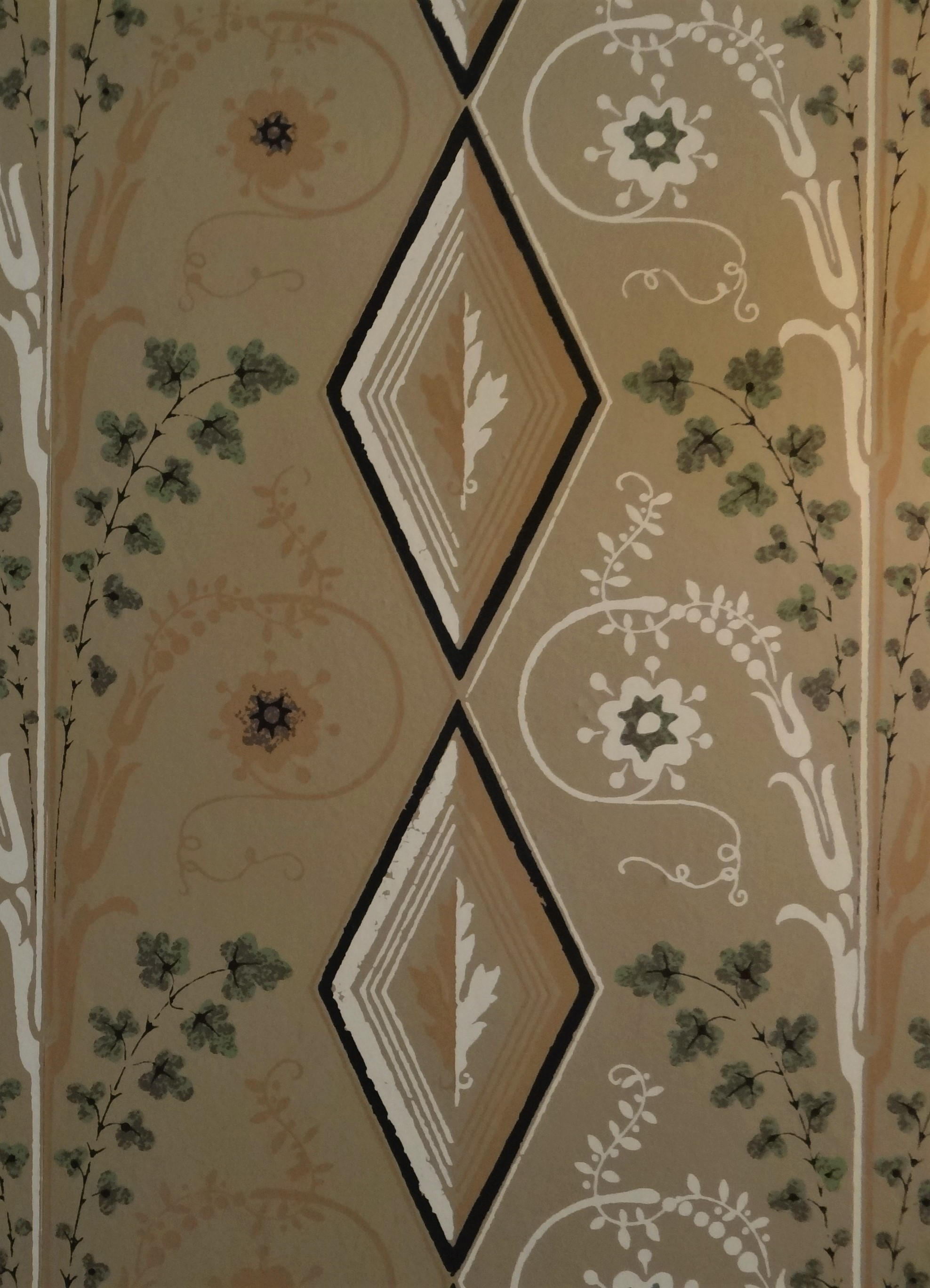
Détail du papier peint de la chambre du premier étage.
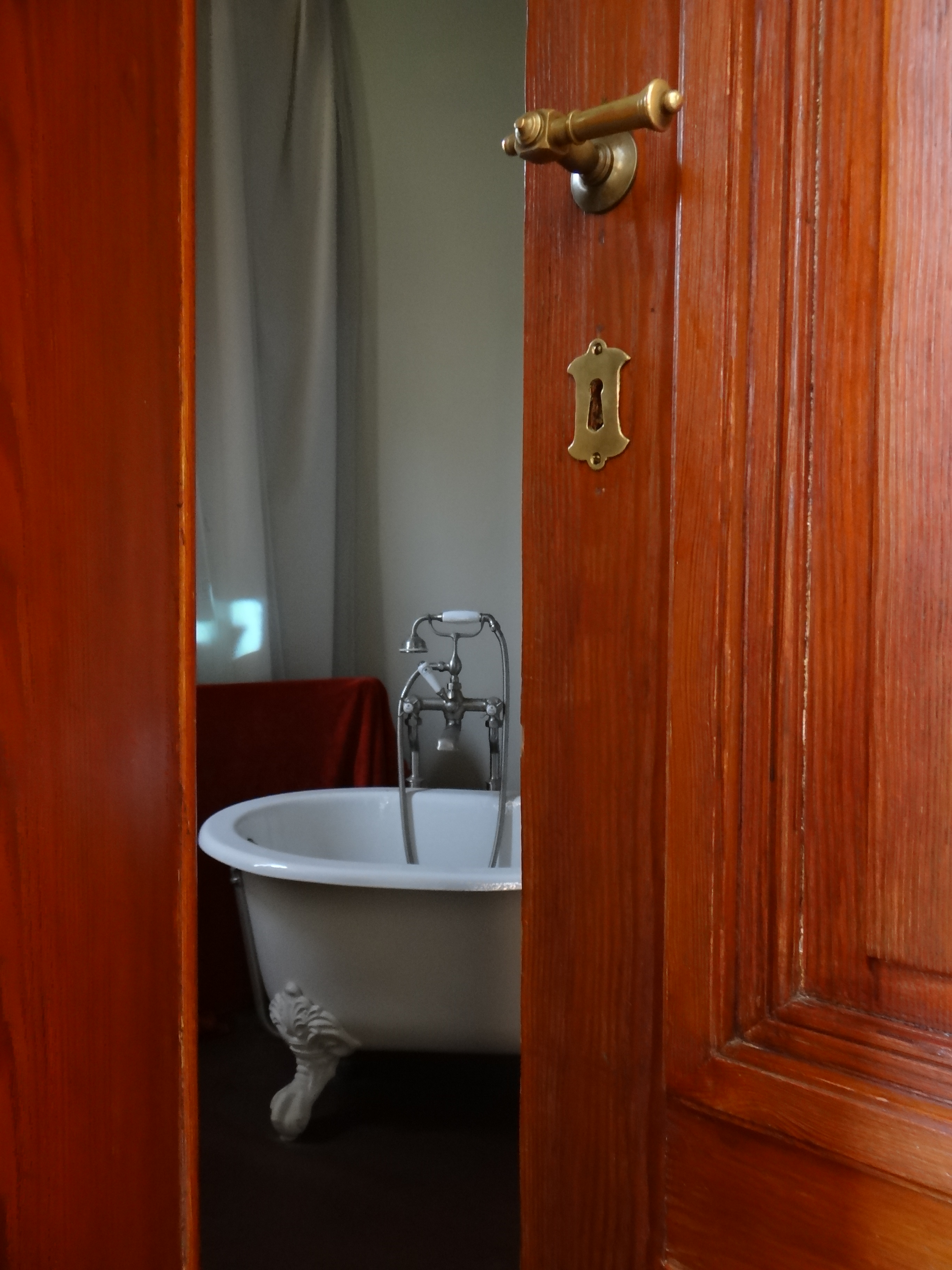
Vue vers la salle de bain depuis le cabinet de toilette.
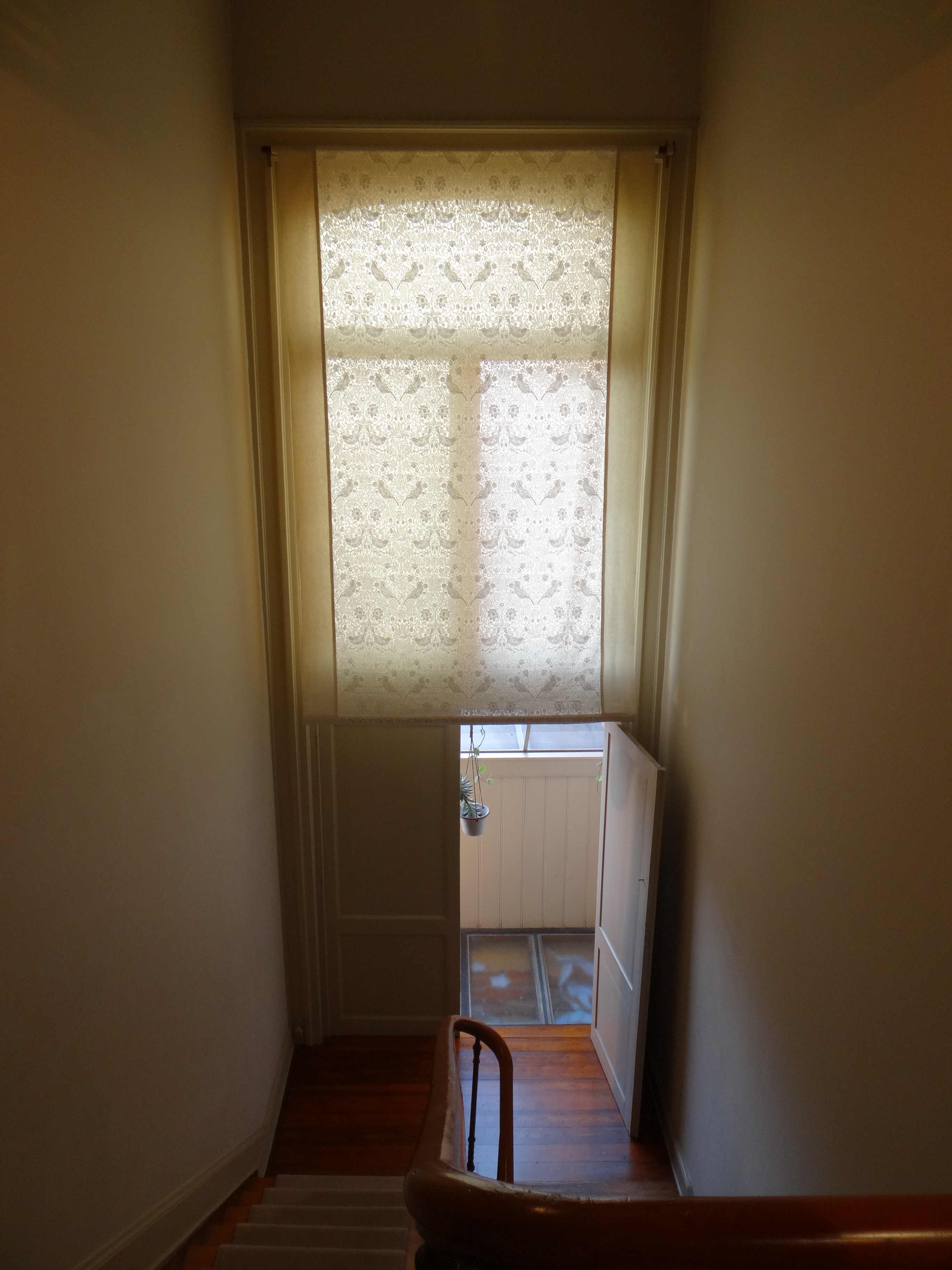
Jardin d'hiver, situé entre le premier et le deuxième étage et éclairant la verrière par le sol.
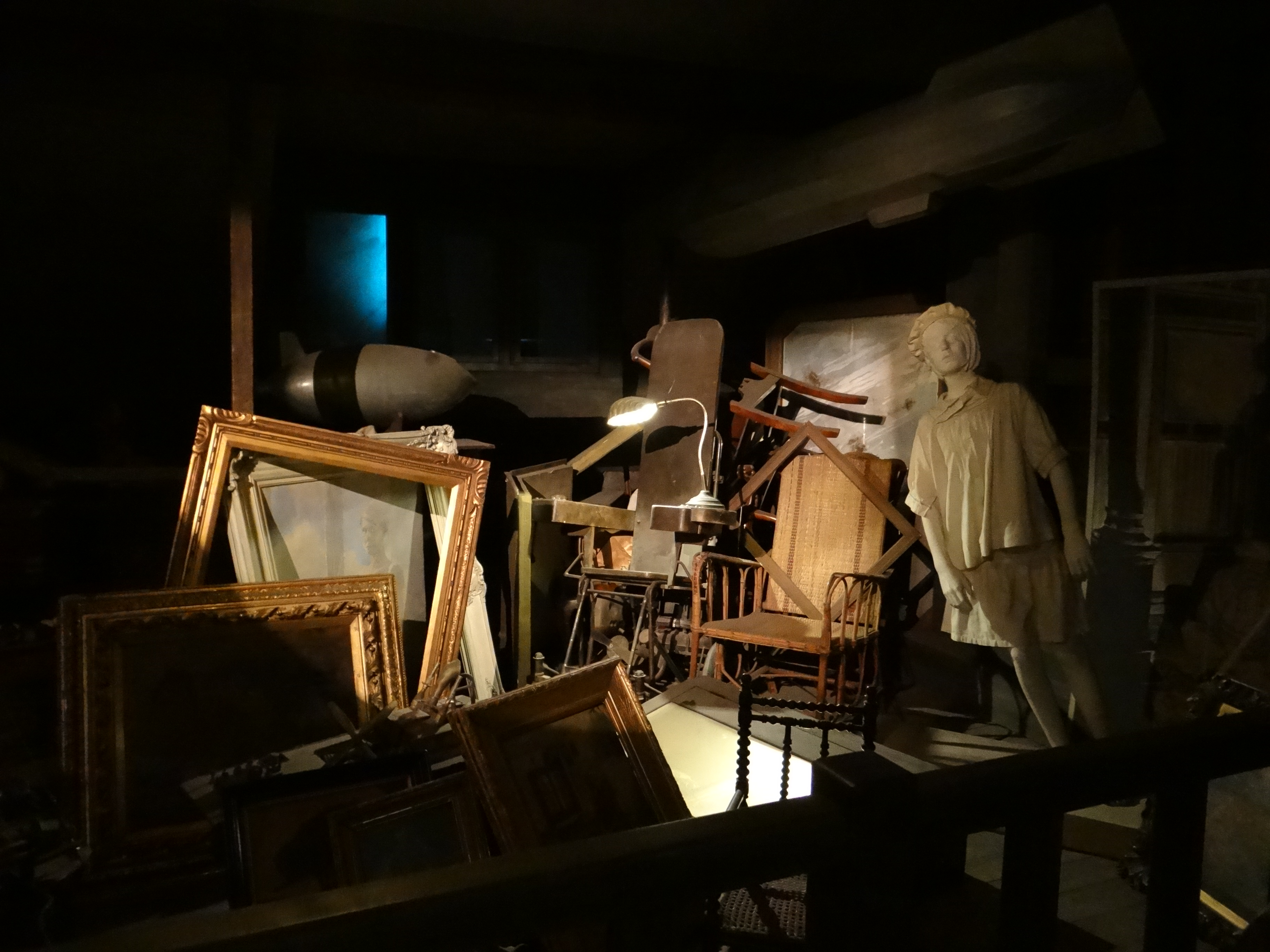
Mise en scène du grenier de la maison.